# 아웃 (야구)
아웃(out)은 타자 혹은 주자가 어떠한 조건에 의해 타격이나 주루 자격을 잃고 덕아웃으로 돌아가는 것을 의미한다. 이때 심판은 주먹쥐고 못박듯이 표현해 아웃신호를 한다.

## 타자의 아웃 조건
- 타자가 1루에 공보다 늦게 갈 경우 (포스아웃)
- 높이 뜬 공을 땅에 닿지 않고 야수가 잡을 경우 (플라이아웃)
- 공이 스트라이크 존에 넘어가거나, 헛스윙을 3번 할 경우 (삼진아웃)
- 2스트라이크에, 번트를 친 공이 파울일 경우 이때 번트가 아니고 히트했을땐 제외 (스리번트 아웃)
- 무사나 1사이고 1루와 2루(만루 포함)에 주자가 있는 상황에서 내야 뜬공이 야수가 잡을 수 있는 상황이라고 판단되면 인필드 플라이라는 규칙이 적용되어 인필드 플라이 선언시 공을 놓치더라도 그 공이 페어로 판정될 경우 타자는 아웃이 선언된다.

## 주자의 아웃 조건
- 주자가 공을 가진 야수에 의해 태그당할 경우 (태그아웃)
- (자신의 前루에 주자가 있을 경우)다음 루에 공보다 늦게 들어올 경우 (포스아웃)

## 기타
3아웃을 당할 경우 그 이닝은 끝나며, 다음 회로 넘어가게 된다.

## 같이 보기
- 야구
- 삼진 아웃
- 스리번트 아웃